# Maestà de Orvieto (Coppo di Marcovaldo)
A Maestà de Orvieto é uma pintura de têmpera e ouro sobre painel (238x135 cm) de Coppo di Marcovaldo, datada de cerca de 1265 e preservada no Museo dell'Opera del Duomo (Orvieto).

## Temática
A pintura tem o tema cristão tradicional da Virgem Maria e o Menino Jesus sentado em seu colo em um trono com santos, anjos, ou ambos cercando-os por todos os lados. Essa representação particular da Virgem, entronizada e cercada por uma companhia semelhante à corte, é chamada de Maestà, uma representação popular na época.
As pinturas que retratam a Maestà entraram no repertório artístico dominante, especialmente em Roma, no final do século XII e início do século XIII, com uma ênfase crescente na veneração da Virgem Maria. A Maestà foi muitas vezes executada em técnica de afresco diretamente em paredes rebocadas ou como pinturas em painéis de altar.
A Maestà é uma extensão do tema "Sede da Sabedoria" e Maria "Theotokos" (Maria, Mãe de Deus), que é uma contraparte ao ícone de Cristo em Majestade, o Cristo entronizado que é familiar nos mosaicos bizantinos Maria Regina (Maria Rainha) é um sinônimo na História da Arte para a icônica imagem de Maria entronizada com, ou sem, seu Filho